# Thunderbolt (DC Comics)
Thunderbolt  (Trueno Trueno o Rayo en español) (nombre real: Yz) es un personaje ficticio que aparece en los cómics publicados por DC Comics y también es el nombre de otras variantes de genios ficticios dentro de la 5ª Dimensión. Yz fue retratado originalmente como un personaje parecido a un genio que presenta a Johnny Thunder y luego a Jakeem Thunder. También apareció como miembro original y ordinario de la Sociedad de la Justicia de América.
Jim Gaffigan y Seth Green dieron voz al personaje en el programa de televisión de The CW, Stargirl.

## Historia de la publicación
Thunderbolt (Yz) apareció por primera vez en Flash Comics #1, publicado con fecha de portada de enero de 1940, y fue creado por John Wentworth y Stan Aschmeier.

## Biografía del personaje
En 1940, el joven Johnny Thunder se convirtió en su maestro (guía) al decir las palabras mágicas «Cei-U» (o «te digo» (say you) - que es «Yz» al revés) y tuvieron muchas aventuras maravillosas juntas durante la década de 1940. Originalmente se creía que el Thunderbolt provenía de la tierra asiática de Badhnisia, pero recientemente se reveló que era un djinn de la 5.ª Dimensión.
En los últimos años, Johnny Thunder sufrió de Alzheimer, y otros héroes potenciales se han convertido en el maestro de Thunderbolt, primero Johnny Kiku, y más tarde el renuente héroe Jakeem "J.J." Thunder, que actualmente trabaja con el JSA. (Thunderbolt también parece haber transferido algunos poderes al hijo biológico de Johnny Thunder, William Twotrees, alias Will Power).
Actualmente, Yz reside en un bolígrafo mágico y se llama a la acción cuando Jakeem hace clic y dice las palabras mágicas que lo invocan. Por un tiempo, Thunderbolt se fusionó con su archienemigo, el djinn azul conocido como Lkz, convirtiéndose en un Thunderbolt púrpura. Ahora parece que el Yz rosa vuelve a estar solo, o si no, al menos él es la parte dominante. También se fusionó con el alma de Johnny Thunder, y se convirtió en Johnny Thunderbolt, con la apariencia Yz pero con la mente de Johnny, y ahora el maestro original es el genio.

### Personajes en poseer a Thunderbolt

#### Thunderbolt y Johnny Thunder
John L. Thunder (Johnny Thunder) al nacer es secuestrado y vendido a un grupo de hombres de Badhnesia que había estado buscando a alguien nacido en día especial. A Johnny se le dio la posesión del genio "Thunderbolt" llamado Yz durante un ritual místico en su séptimo cumpleaños, para que este permitiera a los badhnesianos usar a Johnny y gobernar el mundo. Johnny finalmente regresa a los Estados Unidos y vive una vida normal hasta que un día, mientras limpiaba las ventanas, inadvertidamente invoca el Thunderbolt con las palabras mágicas cei-u (pronunciado "di"). Johnny experimentó varias aventuras (cada vez inadvertidamente invocó el Thunderbolt mediante el uso de "say you" en su conversación diaria, sin darse cuenta de que Thunderbolt era responsable de los extraordinarios eventos que le sucedieron) antes de finalmente enterarse de la existencia del Thunderbolt. En los primeros números de Flash Comics, el título era Johnny Thunderbolt.
El control de Johnny sobre Thunderbolt fue decayendo por lo que abandono la Sociedad de la Justicia y después de un tiempo Johnny presentó Alzheimer y encierra en un lápiz a Thunderbolt y olvida en donde lo coloca, posteriormente es encontrado por Jakeem Williams quien toma el control de Thunderbolt. Después de un tiempo Johnny muere y al parecer su conciencia y alma se fusionan con Thunderbolt.

#### Jonni Thunder como Thunderbolt
Jonni Thunder fue la segunda personaje que aunque no tenía relación con Thunderbolt, poseía una pequeña estatua de oro que le daba poderes que con la capacidad de convertirse en un Thunderbolt humano dejando atrás su cuerpo. En Infinity Inc, se muestra que Thunderbolt es un ser energético alienígena hostil, que es derrotado al volver a ser encarcelado en la estatua, dejando a Jonni sin poderes. Ella existió en la Tierra-Dos antes de Crisis y se ve brevemente en la Tierra fusionada como resultado de la Crisis, asistiendo a una convención de detectives.
A diferencia del Thunderbolt de Johnny Thunder que se llamaba Yz, este Thunderbolt tenía por nombre Mzzttexxal y tenía un origen total mente distinto. Este pertenecía a una raza de seres de energía parasitaria de un mundo desconocido que necesita poseer cuerpos hospedadores humanoides para poder sobrevivir. Al llegar a la Tierra no encontró huéspedes adecuados, por lo que de alguna manera se resguardo en metales talladas entrando en un estado de hibernación a la espera del descubrimiento cuando una forma de vida adecuada. Eventualmente, la estatuilla de Mzzttexxal fue descubierta en Perú, cambiando de manos varias veces a lo largo de los años hasta que llegó a manos de la detective Jonni Thunder, quien despertó inadvertidamente a Mzzttexxal. La criatura de la energía, que Jonni llegó a llamar su Thunderbolt, se unió a Jonni, quien al principio creyó que era parte de sí misma desde que inicialmente ejerció un cierto grado de control sobre ella y para que Thunderbolt estuviera activo, Jonni necesitaba estar inconsciente, Thunderbolt rápidamente logró liberarse del control de Jonni, y la atacó, atacando repetidamente tanto a Jonni como a su novio, Sylvester Pemberton, el superhéroe conocido como Skyman. Thunderbolt atacó a Skyman y sus aliados en Infinity Inc varias veces, también empleando al Psico-Pirata para probarlos, antes de usar eventualmente Skyman como una forma de huésped para su amante, Zzlrrrzzzm e intentando comenzar su conquista de la Tierra. Los dos Thunderbolts fueron derrotados cuando el miembro de Infinity, Inc. Brainwave los engañó para que volvieran a entrar en sus figurillas de metal, que luego Infinity, Inc enterró dentro de una montaña.

##### Zzlrrrzzzm
Era el amante de Mzzttexxal, Mzzttexxal después de un tiempo fue despertada por la detective privado Jonni Thunder, e intentó comenzar la conquista de la Tierra poseyendo a Jonni y despertando a Zzlrrrzzzm para usar a su novio Skyman como su anfitrión, pero ambos Thunderbolts fueron derrotados por Infinity Inc.

##### Los nuevos 52
A partir de Los nuevos 52 (el reinicio de DC Comics), una nueva versión de Jonni Thunder se presenta en el mundo paralelo de Tierra-2 (basado en el Jonni creado por Roy Thomas, Dann Thomas y Dick Giordano), que aparece en la miniserie Earth 2: Worlds End. Esta Jonni aparentemente está poseído por Thunderbolt, que le otorga sus habilidades eléctricas y una apariencia multi-armada similar a una diosa hindú. Ella es parte de un equipo de héroes reclutados por el mago John Constantine en su intento de regresar a su propio mundo.

#### William Twotrees hijo de Johnny Thunder
William Twotrees era el hijo ilegítimo del héroe de los años cuarenta Johnny Thunder, al parecer el compañero de Johnny, el Thunderbolt mágico Yz, dejara su huella en el joven William, quien desarrolló asombrosos poderes de rayo más adelante en su vida. Como Will Power, William se unió al equipo de héroes sobrenatural / metahumano llamado Leymen (a.k.a. Fuerza Primordial) hasta que se disolvió. Twotrees no ha vuelto a aparecer desde la cancelación de la serie Primal Force ni ha sido referenciado de ninguna manera en los títulos posteriores de Justice Society of America.

#### Lkz fusionado con Thunderbolt
Por un tiempo, Thunderbolt se fusionó con su archienemigo, el Djinn azul conocido como Lkz, convirtiéndose en un Thunderbolt púrpura. Lkz luchó en varias ocasiones con el genio Thunderbolt Yz. Estaban peleando con príncipes genios. Lkz se controlaba diciendo la frase "So Cûl" (que significa "tan genial"). El Capitán Marvel ayudó a Jakeem Williams a fusionar los dos genios del príncipe en un nuevo genio púrpura llamado Ylzkz.

## Poderes y habilidades
Entre sus muchas capacidades como genio se encuentran:
- Vuelo
- magia
- Alteración de la realidad
- Capacidad de generar y disparar energía eléctrica a un oponente.

### Debilidades
Las habilidades de Thunderbolt, gracias a sus poderes mágicos, son bastante vastas; sin embargo, él está limitado por solo poder ejecutar el orden exacto de Jakeem. Es vulnerable al agua: Debido a su naturaleza eléctrica, Yz se daña cuando está en contacto con el agua, además tiene limitaciones en sus poderes; el está regido por extrañas leyes de djinn: por ejemplo, cuando estaba con Johnny Thunder en Cuba, rechazó cualquier orden de Johnny si no se hablaba en español. La matanza parece ser un tabú según estas leyes, y Yz no puede cumplir órdenes para matar a nadie.

## Otras versiones

### Peter Cannon
Peter Cannon, Thunderbolt fue un superhéroe publicado originalmente por Charlton Comics. El personaje debutó en Peter Cannon ... Thunderbolt #1 (enero de 1966), parte de la línea de superhéroes "Action Héroes" del editor de Charlton Dick Giordano. Hubo varias series de respaldo en Thunderbolt. Morisi, que había trabajado para Lev Gleason Publications en la década de 1940, informó en Comic Book Artist #9 (agosto de 2000) que había intentado comprar los derechos del superhéroe de los años 40 Daredevil a principios de la década de 1960. Gleason le dio su aprobación, pero el escritor y artista principal del personaje, Charles Biro, se resistió, solicitando un porcentaje de las ganancias futuras. Morisi declinó y creó Thunderbolt en una versión reducida del disfraz de Daredevil simétricamente dividido en rojo y azul.

#### DC Comics
Después de que Charlton vendiera sus propiedades de superhéroes a DC en 1983, Thunderbolt reapareció luego de casi dos décadas en la serie Crisis on Infinite Earths (de abril de 1985 a marzo de 1986, Thunderbolt apareció en los N° #6, #7 y #10) cuando se unió a los héroes del Multiverso en su cruzada contra el Antimonitor. Convirtiéndose en otro de los muchos personajes en llevar el nombre de Thunderbolt, aunque sin ninguna relación con los otros Thunderbolt. 
Al presentarlo en el nuevo Universo DC, DC publicó Peter Cannon - Thunderbolt, del escritor Mike Collins y el entintador José Marzan Jr. La serie se emitió por 12 números antes de la cancelación (septiembre de 1992 - agosto de 1993). 

#### La llegada del Reino
En la historia La llegada del Reino Thunderbolt fue uno de los miembros del equipo del Batallón de la Justicia liderado por Magog, quien buscó derrotar permanentemente a todos los supervillanos conocidos. Él y varios miembros del Batallón de la Justicia estaban en el proceso de aprehender El parásito en Kansas. El parásito pidió misericordia, pero sus súplicas fueron ignoradas, por lo que en vez de eso atacó al Capitán Átomo, que desató una gran cantidad de energía cuántica que eliminó a Thunderbolt y la mayor parte del equipo, excepto Magog y Alloy.

### Yz, el Thunderbolt
En la historia JSA: The Golden Age de Elseworlds, Thunderbolt era un "rayo hexagonal" bahdnesiano comandado por el desconocido héroe "hombre misterioso" conocido como Johnny Thunder durante la Segunda Guerra Mundial, que era miembro de la Sociedad de la Justicia de América. Después de la guerra, Thunderbolt se quedó con su maestro cuando viajó al Tíbet, donde nació para encontrarse a sí mismo, solo para regresar a los Estados Unidos cuando el ejército comunista chino invadió ese país. Thunder encontró a Al Pratt trabajando para la oficina de campaña de Tex Thompson como parte del Buró Federal de Superhéroes y, al usar Thunderbolt para llamar la atención de Pratt, fue contratado como parte del equipo de promoción del político.
En una manifestación en Washington D. C. en 1950, donde todos los superhéroes disfrazados debían aparecer por decreto presidencial para mostrar su lealtad, Joan Dale (Miss América) públicamente expuso a Tex Thompson como Ultra-Humanidad e intentó también exponer a Dynaman como Adolf Hitler. en el cuerpo de Daniel Dunbar cuando Ultra-Humanite tenía a Robert Crane (Robotman) silenciarla asesinándola en público. Después de la exposición posterior de Dynaman por Rex Tyler (Hourman), que resultó en su lucha contra los varios superhéroes reunidos en la concentración, Thunder ordenó a Thunderbolt matar a Hourman, lo que hizo que Thunderbolt entrara en conflicto consigo mismo en cuanto si obedecería a su personal ética o a la obediencia a su maestro, que se separó totalmente de la escena, dejando a Thunder completamente solo.

## En otros medios

### Televisión
- Thunderbolt junto con Johnny Thunder aparecen en la serie animada Liga de la Justicia Ilimitada. Aparecen en el primer episodio de la primera temporada "Iniciación" sin ninguna línea de diálogo, no se le vuelve a ver hasta el episodio "La historia más grande jamás contada" durante la lucha de la Liga de la Justicia contra Mordru, esta vez solo se ve a Thunderbolt. Thunderbolt hace su última aparición al final de la serie en el episodio "El Destructor", es visto como uno de los muchos héroes que bajan las escaleras al terminar la lucha con las fuerzas de Apokolips. Sus apariciones son breves ningún acto importante, esta versión puede que Thunderbolt se pueda fusionar con Johnny Thunder ya que se le es visto a Thunderbolt solo.
- Thunderbolt aparece en la serie de acción en vivo Stargirl, con su risa proporcionada por un actor no acreditado en el episodio "Icicle" y con la voz de Jim Gaffigan en la segunda temporada.[19] Esta versión requiere reglas estrictas para conceder deseos, como una redacción específica. Además, según Pat Dugan, Thunderbolt era un arma peligrosa. En el episodio piloto, Thunderbolt y Johnny Thunder estaban con la Sociedad de la Justicia de América hasta que fueron atacados por la Sociedad de la Injusticia, durante el cual Johnny fue asesinado por Brainwave y Thunderbolt quedó atrapado en su corral durante más de 10 años después de que Johnny deseara que regresara y esperara a un nuevo dueño. En el episodio "Escuela de verano: Capítulo tres", el hijo de Dugan, Mike, toma la pluma y se hace amigo de Thunderbolt. Sin embargo, después de una confrontación con Shade, Mike, sin saberlo, desea que la pluma termine en mejores manos, lo que hace que sea teletransportada a la casa de su amigo Jakeem Williams. Thunderbolt y Jakeem ayudan más tarde a la JSA de Stargirl y a sus aliados a luchar contra Eclipso.